# Серебряков Михайло Васильович
Михайло Васильович Серебряков (4 вересня 1879, Тростянець, Охтирський повіт, Харківської губернії, Російська імперія — 12 червня 1959, Ленінград, СРСР) — російський і радянський історик та філософ. Доктор історичних наук, професор. Ректор Ленінградського університету в 1927—1930 роках. Заслужений діяч науки РРФСР (1947).

## Біографія
Народився в Харківській губернії в родині інженера-технолога цукрового заводу. У 1899 році здав екстерном іспити на атестат зрілості і вступив на юридичний факультет Харківського університету.
За участь у революційному русі був виключений з університету і заарештований. Після звільнення знову включається у революційний рух, за що у 1903 році був висланий до Сибіру на 2 роки. З висилки втік і в 1904 році виїхав до Німеччини, звідки, скориставшись революційною ситуацією, в 1906 році повернувся в Санкт-Петербург і вступив на юридичний факультет Петербурзького університету. Одночасно з навчанням в університеті Серебряков продовжував революційну діяльність — був членом Петербурзького комітету РСДРП(б), організатором профспілок ремісників і кустарів, згодом — депутатом Петроградської ради від профспілки прикажчиків.
У 1911 році закінчив Петербурзький університет (дипломна робота — «Значення каст і різних галузей праці в Індії за законами Ману», науковий керівник — професор М. І. Туган-Барановський), після чого у 1911—1916 роках служив у Головному управлінні Товариства взаємного кредиту в Царському Селі.
Після жовтневого перевороту 1917 року М. В. Серебряков служив завідувачем юридичного відділу Петрокомпроду, займався забезпеченням Петрограда продовольством. З 1919 року служив у політвідділі Балтійського флоту, керував флотської партійною школою, читав лекції.
В 1919—1921 роках був відповідальним редактором газети «Червоний Балтійський флот» та журналу «Червоний балтієц», а в 1922 році під редакцією Серебрякова вийшов № 1 журналу «Червоний флот». Паралельно з цим у 1919 році М. В. Серебряков став одним із засновників Наукового товариства марксистів, з 1920 по 1930 роки — керівником цього товариства і редактором «Записок Наукового товариства марксистів».
З 1921 року М. В. Серебряков — професор Петроградського університету, входив до бюро групи лівої професури (з 1922). Працював проректором (1922) та одночасно очолював факультети суспільних наук (1923), права (1925). У 1927—1930 роках він ректор університету.
У 1925—1930 роках — член Правління Російської національної бібліотеки.
У 1930—1935 роках М. В. Серебряков був ректором Академії мистецтвознавства, в 1935—1937 — професором цієї академії, а у 1937—1940 роках — професором Всеросійської академії мистецтв. У 1940 році призначений директором Інституту економіки, філософії та права АН СРСР, а в 1941—1947 рр. — деканом філософського факультету ЛДУ.
У 1941 році М. В. Серебряков захистив докторську дисертацію за спеціальністю «історія» на тему «Фрідріх Енгельс у молодості, історія його розумового розвитку».
Першу блокадную зиму М. В. Серебряков провів у Ленінграді. Після евакуації з університетом в Саратов організував кафедру філософії в Саратовському університеті. У повоєнні роки продовжував викладати в ленінградських вузах, до своєї смерті обіймав посаду завідувача кафедри історії філософії в ЛДУ.
Помер у 1959 році, похований на Літераторських містках Волковського кладовища.

## Нагороди
- орден Трудового Червоного Прапора (21.02.1944)
- медалі

## Публікації
- Новое о Вильгельме Вейтлинге //Книга и революция. 1921. № 7;
- Фридрих Энгельс и литература // Книга и революция. 1921. № 10-11;
- Макс Штирнер перед судом наших современников // Записки научного общества марксистов. 1922. № 4;
- Фридрих Энгельс и младогегельянцы // Записки научного общества марксистов. 1922. № 4;
- Основные проблемы исторического материализма // Записки научного общества марксистов. 1927. № 8 (2), 1928. № 1(9), 2(10); Зомбарт и социологи // Известия ЛГУ. 1928. Т.1;
- Поэт Гервег и Маркс. Л., 1949;
- Из истории борьбы Маркса и Энгельса против мелкобуржуазных течений в 40-х гг. XIX века // Уч. зап. ЛГУ. № 168. Вып.5. Философия. 1955;
- Фридрих Энгельс в молодости. Л., 1958.